# More Tales from the Orbservatory
More Tales from the Orbservatory — двенадцатый студийный альбом британской электронной группы The Orb, изданный 3 июня 2013 года на лейблах Cooking Vinyl и The End Records. Он получил смешанные и положительные отзывы от музыкальных критиков.

## История
Как и в The Orbserver in the Star House, в альбоме звучит вокал ямайского музыканта и регги-продюсера Ли «Скрэтча» Перри. Он также был записан на тех же сессиях, что и The Orbserver in the Star House.

## Отзывы
| Совокупная оценка | Совокупная оценка |
| Источник          | Оценка            |
| ----------------- | ----------------- |
| Metacritic        | 61/100            |
| Оценки критиков   |                   |
| Источник          | Оценка            |
| The Independent   | [ 1 ]             |
| Mojo              | [ 4 ]             |
| musicOMH          | [ 5 ]             |
| Q                 | [ 6 ]             |

More Tales from the Orbservatory получил смешанные и положительные отзывы от музыкальных критиков. На сайте Metacritic, который присваивает нормализованный рейтинг из 100 баллов рецензиям основных критиков, альбом получил средний балл 61, основанный на 4 рецензиях, что означает «В целом благоприятные отзывы».

## Список композиций
| №                   | Название                            | Длительность |
| ------------------- | ----------------------------------- | ------------ |
| 1.                  | «Fussball»                          | 4:31         |
| 2.                  | «Africa»                            | 5:33         |
| 3.                  | «Tight Interlude»                   | 1:22         |
| 4.                  | «Making Love in Dub»                | 6:45         |
| 5.                  | «No Ice Age»                        | 4:19         |
| 6.                  | «Don't Rush I»                      | 4:37         |
| 7.                  | «Fussball» (Instrumental)           | 4:30         |
| 8.                  | «Africa» (Instrumental)             | 5:31         |
| 9.                  | «Making Love in Dub» (Instrumental) | 6:45         |
| 10.                 | «No Ice Age» (Instrumental)         | 4:16         |
| 11.                 | «Don't Rush I» (Instrumental)       | 4:29         |
| Общая длительность: | Общая длительность:                 | 52:30        |